# Welisław Minekow
Welisław Weliczkow Minekow, bułg. Велислав Величков Минеков (ur. 27 marca 1959 w Sofii) – bułgarski rzeźbiarz i nauczyciel akademicki, profesor, w 2021 i w latach 2022–2023 minister kultury.

## Życiorys
Syn rzeźbiarza Weliczka Minekowa. W 1986 ukończył studia z rzeźbiarstwa w Narodowej Akademii Sztuki w Sofii, później specjalizował się w pracy z metalem w Hamburgu. Został profesorem macierzystej uczelni, wykładał też na uczelniach w Niemczech, Turcji i Zjednoczonych Emiratach Arabskich. Specjalizował się obróbce metali, metalurgii artystycznej i kamieniarstwie. Wystawiał swoje rzeźby na licznych wystawach w Bułgarii i za granicą, uczestniczył w sympozjach naukowych i otrzymywał nagrody artystyczne.
Działał w Ruchu „Bułgaria na rzecz Obywateli”, uczestniczył w pracach nad projektami ustaw dotyczących kultury i muzealnictwa. Wraz z dziennikarzem Armanem Babikjanem i adwokatem Nikołajem Hadżigenowem stworzył nieformalną grupę Otrowno trio, uczestniczącą w protestach przeciwko trzeciemu rządowi Bojka Borisowa. W maju 2021 powołany na urząd ministra kultury w przejściowym gabinecie Stefana Janewa. Pozostał na tym stanowisku w utworzonym we wrześniu 2021 drugim technicznym rządzie tego samego premiera. Pełnił tę funkcję do grudnia tegoż roku. Powrócił na urząd ministra kultury w sierpniu 2022, dołączając do przejściowego gabinetu Gyłyba Donewa. Stanowisko to zajmował do lutego 2023.

## Życie prywatne
Żonaty z aktorką Ani Wyłczanową, córką aktora i reżysera Ragneła Wyłczanowa.